# Fomitopsis pseudopetchii
Fomitopsis pseudopetchii är en svampart som först beskrevs av Lloyd, och fick sitt nu gällande namn av Leif Ryvarden 1972. Fomitopsis pseudopetchii ingår i släktet Fomitopsis och familjen Fomitopsidaceae.   Inga underarter finns listade i Catalogue of Life.